# Hussein Rashid al-Tikriti
Hussein Rashid Mohammed al-Tikriti (en árabe: حسين رشيد محمد التكريتي) fue un excomandante militar iraquí, que anteriormente se desempeñó como Secretario General del Comando General de las Fuerzas Armadas de Irak. Tras la invasión de Irak en 2003, Rashid fue uno de los acusados por el Alto Tribunal Penal iraquí por crímenes de guerra. Específicamente, Rashid fue acusado de crímenes de lesa humanidad relacionados con posibles crímenes de guerra cometidos contra los kurdos durante la campaña de Al-Anfal en 1988.
El juicio comenzó el 21 de agosto de 2006 y concluyó el 24 de junio de 2007, y Rashid, junto con varios otros, fue declarado culpable y condenado a muerte por crímenes de lesa humanidad, Rashid fue condenado a tres sentencias de muerte, ninguna de ellas fue conmutada.

## Carrera militar

### Guerra de Irán-Iraq
En septiembre de 1980, las fuerzas iraquíes lanzaron una invasión del sur de Irán. Aunque inicialmente tuvo éxito, en 1981 Irán lanzó una contraofensiva y en 1982 había recuperado la mayor parte del territorio perdido. En julio de 1982, Irán invadió el sur de Irak y tuvo como objetivo la ciudad de Basora.
Durante los dos primeros años de la guerra con Irán, Saddam Hussein comenzó a promover comandantes competentes por encima de aquellos que simplemente servían como compinches políticos. Entre ellos se encontraba Rashid. Rashid fue autorizado a ampliar la Guardia Republicana al tamaño de una división blindada. Durante sus primeros años de mando, la Guardia se ampliaría a 16 brigadas de 30.000 hombres, y en 1988 la Guardia Republicana había alcanzado el tamaño de 25 brigadas y una mano de obra total de 103.000 hombres. Aunque Saddam Hussein era el comandante nominal, Rashid era el comandante real sobre el terreno, aunque reportaba directamente a Saddam.
Rashid estuvo más tarde a cargo de las exitosas contraofensivas de 1988. En cuanto a las operaciones dentro del Kurdistán, Rashid deseaba un mayor énfasis en esta parte de la campaña, y señaló que los iraníes tenían una ventaja en pequeñas unidades encubiertas debido a que la región norte era "ideal para este tipo de operación". Sin embargo, Saddam deseaba centrarse en el frente sur del país, con el fin de transmitir a los iraníes que su objetivo de tomar Basora era una imposibilidad.
Fue durante la Campaña Anfal entre 1987 y 1988 que Rashid fue acusado, junto con muchos otros generales, de crímenes de lesa humanidad contra las poblaciones kurdas, con más de 182.000 hombres, mujeres y niños kurdos asesinados, parcialmente con armas químicas.
En julio de 1988, mientras Irak continuaba ganando terreno, Irán e Irak acordaron aceptar un alto el fuego negociado por las Naciones Unidas en virtud de la Resolución 598 del Consejo de Seguridad. La guerra terminó formalmente el 20 de agosto de 1988.

### Guerra del Golfo
Irak invadió Kuwait en agosto de 1990 y las tensiones aumentaron durante 1991. Poco después de la invasión, Saddam Hussein nombró a Rashid como nuevo Jefe del Estado Mayor del Ejército iraquí, después de que Hussein despidiera al anterior.
El 24 de febrero comenzó el ataque terrestre de la Coalición. A las 20.30 horas del 25 de febrero, Rashid recibió una llamada telefónica de Saddam ordenando al ejército que se retirara de Kuwait. Saddam le dijo a Rashid: "No quiero que nuestro ejército entre en pánico. A nuestros soldados no les gusta la humillación; les gusta defender su orgullo”. El 26 de febrero, las fuerzas iraquíes habían huido de la ciudad de Kuwait.
El analista Pollack consideró la actuación de Rashid y su personal durante la guerra como "una actuación muy meritoria, teniendo en cuenta con qué tenían que trabajar", pero el error recayó en Hussein y su insistencia en luchar contra la coalición en lugar de negociar una salida. De Kuwait.

### Período posterior a la Guerra del Golfo
Después de la guerra, Rashid fue destituido de su puesto como Jefe del Estado Mayor, posteriormente fue nombrado nuevamente comandante de la Guardia Republicana, y sirvió como asesor militar especial de Saddam Hussein.
Rashid participó en la represión del levantamiento chií de 1991, por el cual más tarde sería acusado de crímenes de guerra.

### Invasión de Irak de 2003
En 2003, Rashid era secretario general del Comando de las Fuerzas Armadas y parte del "círculo íntimo" de Saddam Hussein que planeaba una defensa ante un posible ataque de los Estados Unidos y sus aliados.

## Tribunal Especial iraquí
Tras la invasión, Hussein fue una de las varias personas acusadas por el Tribunal Especial iraquí por crímenes de guerra. En concreto, se le imputaron crímenes de guerra y crímenes de lesa humanidad relacionados con posibles crímenes de guerra cometidos contra los kurdos durante la campaña de Al-Anfal en 1988. En ese momento, Hussein se desempeñaba como subjefe del Estado Mayor de las fuerzas armadas iraquíes.
El juicio comenzó el 21 de agosto de 2006 y concluyó el 24 de junio de 2007. Hussein, junto con varios otros, fue declarado culpable y condenado a muerte por crímenes de guerra y crímenes de lesa humanidad. En total, Hussein fue condenado a tres penas de muerte. Tras la lectura de su sentencia, Hussein, junto con su compañero, el exgeneral Sultan Hashim Ahmad al-Tai, intervinieron. Como resultado, el juez principal, Mohammed Ureibi al-Khalifa, ordenó su rápida expulsión del tribunal. Según se informa, Hussein gritó: «Gracias a Dios, nos están ejecutando porque defendimos a nuestro país contra ladrones y criminales. Defendimos a Irak».
El 3 de octubre de 2007, las autoridades iraquíes decidieron posponer la fecha de la ejecución de Rashid. El 28 de febrero de 2008, un Consejo Presidencial iraquí, compuesto por tres miembros, aprobó la ejecución de Ali Hassan al-Majid, pero no la de Hussein ni la de Sultan Hashim Ahmad al-Tai. Según se informa, el Consejo argumentó que Tai y Hussein no debían ser ejecutados, ya que, al ser militares en ese momento, simplemente cumplían órdenes.
El 2 de diciembre de 2008, Hussein fue condenado a cadena perpetua por su participación en el levantamiento de 1991 en Irak.
El 14 de julio de 2011, Hussein, junto con numerosos otros ex altos funcionarios, fue transferido de la custodia estadounidense a la iraquí. Hussein se encontraba detenido en el Campamento Cropper, cerca del Aeropuerto Internacional de Bagdad. Tras el traslado, varios legisladores iraquíes reiteraron sus llamamientos a la Presidencia para que no aprobara las ejecuciones. El presidente Talabani había autorizado a su vicepresidente chií, Khudair al-Khuzaie, a firmar el veredicto.